# Añorga Kirol eta Kultur Elkartea
La Sociedad Cultural y Deportiva Añorga (oficialmente y en euskera, Añorga Kirol eta Kultur Elkartea) es una asociación cultural y deportiva del barrio de Añorga en la ciudad de San Sebastián (Guipúzcoa) España. Posee secciones de fútbol, pelota vasca, baloncesto, montañismo, ajedrez, cicloturismo y triatlón. Así mismo cuenta con el grupo de danzas folclóricas Arkaitz Añorgako Dantzariak, uno de los grupos de danzas folclóricas en activo más antiguo del País Vasco.
El club es especialmente conocido por el equipo femenino sénior de su sección de fútbol, que es uno de los más laureados del fútbol femenino en España. En cuanto a la sección masculina, el Añorga tiene actualmente un equipo sénior, y cuenta con numerosos equipos de fútbol base, siendo uno de los equipos principales de la cantera guipuzcoana, aportando a lo largo de su historia numerosos jugadores que alcanzaron la máxima categoría, como por ejemplo Igor Gabilondo exjugador de la Real Sociedad y del Athletic Club. A comienzos de los años 50, destacó con la selección nacional el primer jugador importante salido de este club, Silvestre Igoa. Pero sin lugar a dudas, el más famoso y laureado de los jugadores formados aquí fue José Mari Bakero.

## Fútbol femenino
Añorga KKE femenino es uno de los clubes más laureados de España y fue uno de los pioneros en el fútbol femenino en ese país. En su haber tiene tres títulos de Liga (1991/92, 1994/95 y 1995/96) y tres más de Copa de la Reina (1990, 1991 y 1993), además de haber sido subcampeón en los años 1984, 1987, 1989 y 1995.
Actualmente juega en el grupo 2 de Primera Nacional Femenina de España, tercer nivel del fútbol femenino español. El Añorga KKE al contrario que otros equipos femeninos no cuenta con el respaldo de un gran club de fútbol profesional masculino.
Varias han sido las jugadoras que han destacado en la selección nacional, como por ejemplo las hermanas Bakero (Itziar y Ainhoa).
Destaca de forma especial a Arantza del Puerto, quien tras formar parte del primer equipo, ha permanecido en el mismo durante 25 años como jugadora, siendo 70 veces internacional con la selección nacional y distinguida con la Insignia de oro y brillantes de la federación española de fútbol femenino. En la actualidad, el equipo es entrenado por Aritz Arregi.